# 费加罗夫人
《费加罗夫人》（法語：Madame Figaro），是法国一本时尚杂志，为费加罗报的周末增刊，主要面向女性读者。
《Madame Figaro》还推出了多个语言的国际版本，包括中国大陆版和香港版。

## 法国版
《Madame Figaro》于1980年创刊，首任主编为Marie-Claire Pauwels。2006年起，由Anne-Florence Schmitt接任主编。2012年第一季度，其在法国的付费发行量为450,643份。

## 国际版
1988年，Madame Figaro推出了第一个国际版本，葡萄牙版。1990年推出了日本版。截至2019年，Madame Figaro在全球共推出了十余个国际版本，包括葡萄牙版、日本版、希腊版、中国大陆版、泰国版、塞浦路斯版、保加利亚版、西班牙版、黎巴嫩版、土耳其版、香港版等。

### 中国大陆版
Madame Figaro的中国大陆版经历过数次停刊和再创刊。2000年，中国青年出版总社与法国费加罗集团合作，创办中国大陆版杂志，名为《追求》，以月刊的形式发行。2003年更名为《虹Madame Figaro》，改为半月刊。之后版权先后经过丰采维讯传播集团、文化中国传播集团接手，最终于2015年年初停刊。2015年同年11月，精品传媒集团与法国费加罗集团合作，再次创办中国大陆版杂志，名为《Madame Figaro世界》，以半月刊的形式发行。

### 香港版
2019年，新傳媒集團与法国费加罗集团合作，创办香港版杂志，以季刊发行，每年4期。